# Lepidasthenia esbelta
Lepidasthenia esbelta är en ringmaskart som beskrevs av Ayrton Amaral och Nonato 1982. Lepidasthenia esbelta ingår i släktet Lepidasthenia och familjen Polynoidae. Inga underarter finns listade i Catalogue of Life.